# Lịch sử Liverpool F.C. (1985–nay)

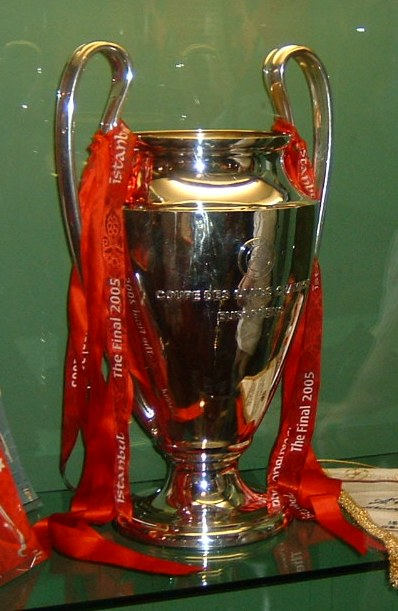
Chiếc Cúp C1 Liverpool giành được năm 2005

Lịch sử Câu lạc bộ bóng đá Liverpool từ năm 1985 tới nay bắt đầu từ việc bổ nhiệm Kenny Dalglish làm huấn luyện viên trưởng, Thảm họa Hillsborough, và sự trở lại của đội bóng tại đấu trường châu Âu vào năm 1991. Trong giai đoạn này, câu lạc bộ thi đấu ở cấp độ số một của bóng đá Anh, giải đấu mà tới năm 1992 trở thành Giải bóng đá Ngoại hạng Anh.
Dalglish trở thành huấn luyện viên kiêm cầu thủ do sự ra đi của Joe Fagan sau thảm họa Heysel 1985, nguyên nhân dẫn tới lệnh cấm tham dự các giải đấu của UEFA đối với các câu lạc bộ Anh. Liverpool vô địch quốc gia và Cúp FA ở mùa giải đầu tiên của Dalglish, cùng với đó là một chức vô địch quốc gia nữa vào 1987–88. Thảm họa Hillsborough trong khuôn khổ trận bán kết Cúp FA với Nottingham Forest tại Sân vận động Hillsborough vào tháng 4 năm 1989 gây ra cái chết của 96 cổ động viên. Sau thảm kịch, Dalglish dẫn dắt đội bóng tới chức vô địch quốc nội thứ mười tám; ông từ chức vào tháng 2 năm 1991. Bản báo cáo Taylor về thảm họa trên đã chấm dứt việc sử dụng các khán đài đứng. Anfield trở thành một sân vận động lắp ghế ngồi trong thập niên 1990, qua đó giảm sức chứa của sân. Người kế nhiệm Dalglish là Graeme Souness giành chức vô địch Cúp FA trong mùa giải trọn vẹn đầu tiên của ông. Tại Giải Ngoại hạng mới, ông không thể duy trì thành công của câu lạc bộ và bị thay thế bởi Roy Evans giữa mùa giải 1993–94. Liverpool vươn lên thứ 4 mùa sau đó và đồng thời giành chức vô địch Cúp Liên đoàn.
Vào năm 1998, Gérard Houllier trở thành đồng huấn luyện viên với Evans. Sự hợp tác kéo dài tới tháng 11 khi Evans từ chức còn Houllier trở thành huấn luyện viên duy nhất. Câu lạc bộ giành cú ăn ba danh hiệu vào năm 2001, và một năm sau đứng thứ nhì Giải ngoại hạng, vị trí tốt nhất của họ trong vòng 11 năm. Houllier từ biệt câu lạc bộ vào giữa năm 2004. Liverpool lần thứ năm vô địch UEFA Champions League trong mùa giải đầu tiên của Rafael Benítez, và giành tiếp FA Cup vào năm 2006. Câu lạc bộ được mua lại vào giữa mùa giải 2006–07 bởi hai doanh nhân người Mỹ, Tom Hicks và George Gillett. Đầu mùa giải 2010-11, Liverpool đứng bên bờ vực phá sản; câu lạc bộ được bán lại cho Tập đoàn Thể thao Fenway sau phán của tòa án cấp cao. Roy Hodgson, người được mời về thay cho Benítez, rời đội bóng vào năm 2011; Dalglish là người được chọn để thay thế. Ông đem về chức vô địch League Cup 2012.
Dalglish được thay thế bằng Brendan Rodgers sau khi đội bóng chỉ xếp thứ 8 tại Giải bóng đá Ngoại hạng Anh 2011-12. Rodgers đưa Liverpool tới vị trí thứ 2 mùa giải 2013-14, tuy nhiên sự bất đồng của ban giám đốc về chuyển nhượng cầu thủ và thành tích bết bát khiến Rodgers bị sa thải vào tháng 10 năm 2015. Người thay thế ông, Jürgen Klopp, đưa câu lạc bộ trở lại khi họ lọt vào hai trận chung kết Champions League liên tiếp, vô địch vào năm 2019 và giành Siêu cúp châu Âu 2019.

## 1985–90: Kế tiếp thành công và thảm họa Hillsborough
Dalglish trở thành người thay cho Fagan sau thảm họa Heysel. Ông thay thế hai hậu vệ lão tướng là Phil Neal và Alan Kennedy bằng Steve Nicol và Jim Beglin. Liverpool khởi đầu mùa giải 1985–86 khá tệ hại và bị đội đầu bảng Manchester United bỏ xa 10 điểm khi tháng 9 khép lại. Câu lạc bộ tiếp tục đấu tranh cho đến cuối mùa giải khi họ thắng mười một trong số mười hai trận đấu cuối cùng trong lúc các đối thủ của họ đang đánh mất điểm số. Liverpool cần phải đánh bại Chelsea trong trận đấu cuối cùng để lên ngôi và họ đã thành công với bàn thắng duy nhất của Dalglish. Đội cũng lọt vào Chung kết Cúp FA 1986 gặp Everton. Liverpool bị dẫn trước ở hiệp một bởi bàn thắng của Gary Lineker, tuy nhiên hai bàn thắng của Ian Rush cùng pha lập công của Craig Johnston ở hiệp hai giúp họ lội ngược dòng thắng 3–1. Đây là lần đầu họ giành cú đúp vô địch quốc gia và Cúp FA trong một mùa giải.

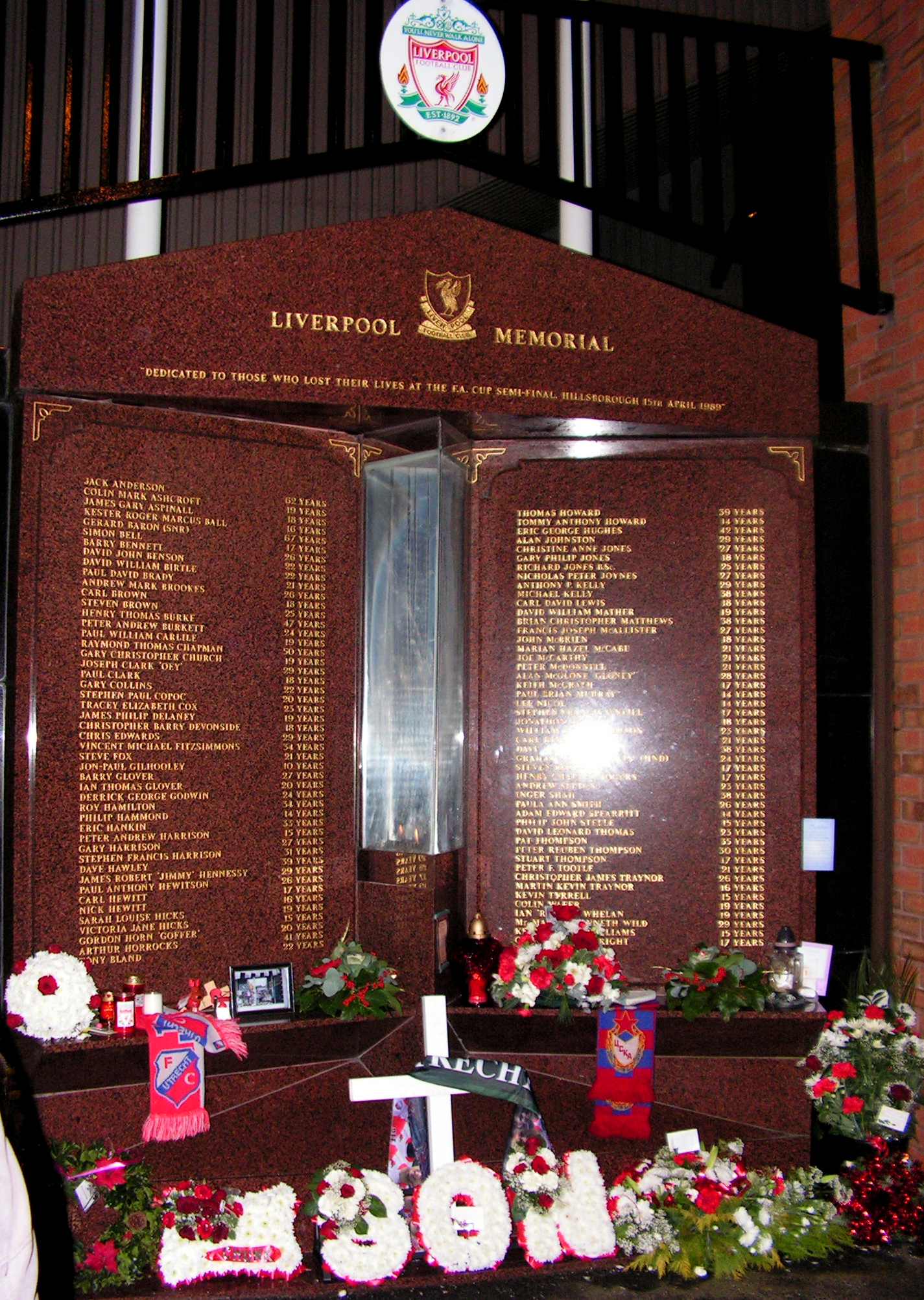
Tấm bảng kỷ niệm Hillsborough với tên của 96 nạn nhân của thảm họa Hillsborough.

Vào đầu mùa giải 1986-87, Rush bày tỏ ý định ra đi để tới với Juventus khi mùa giải kết thúc. Rush sau đó không muốn rời đội nữa nhưng câu lạc bộ vẫn quyết định bán anh bởi họ đang cần tiền để bù đắp cho việc không được thi đấu quốc tế. Vào giai đoạn giữa mùa Dalglish chiêu mộ John Aldridge để thay thế cho Rush. Trước khi ra đi, Rush vẫn kịp mang về 40 bàn thắng cho đội bóng. Liverpool đứng thứ hai ở giải hạng nhất sau Everton, và bị Luton Town loại khỏi Cúp FA ở vòng ba. Đội bóng vào tới trận chung kết League Cup, nhưng thúc thủ 1–2 trước Arsenal F.C.. Cuối mùa giải năm đó, Dalglish mang về Peter Beardsley và John Barnes để cải thiện hàng công. Liverpool đòi lại ngôi vị số một nước Anh; họ bất bại cho tới tận vòng đấu thứ 29 (thua Everton) và chỉ thua 2 trận trong cả mùa giải. Đội có cơ hội giành cú đúp khi lọt vào Chung kết Cúp FA 1988 với Wimbledon, tuy nhiên bất ngờ để thua 1–0.
Rush trở lại Liverpool vào đầu mùa giải 1988–89 do không quen với môi trường nước ngoài. Liverpool gặp khó khăn ngay từ đầu mùa giải và đến tháng 1, họ kém đội dẫn đầu Arsenal 9 điểm; vào tháng 4, hai đội bằng điểm nhau và Arsenal xếp trên nhờ hiệu số bàn thắng thua. Đến lúc này, Liverpool đã lọt vào bán kết Cúp FA gặp Nottingham Forest tại sân vận động Hillsborough vào ngày 15 tháng 4 năm 1989. Sau sáu phút, trận đấu bị hủy bỏ bởi tình trạng quá tải ở phía khán đài Leppings Lane dẫn đến cái chết của 96 người do bị ép chặt vào hàng rào. Chín mươi tư người hâm mộ thiệt mạng trong thảm họa Hillsborough; nạn nhân thứ 95 tử vong trong bệnh viên bốn ngày sau đó, trong khi người thứ 96 mất vào bốn năm sau sau thời gian dài hôn mê. Liverpool chiến thắng 3–1 trong đá lại để lọt vào trận chung kết với Everton. Họ là những người dẫn trước trong phần lớn thời gian trận đấu nhờ bàn thắng của Aldridge. Stuart McCall gỡ hòa ở phút 89 để kéo trận đấu vào hiệp phụ. Rush vào sân thay người và ghi bàn ở phút 95, tuy nhiên McCall một lần nữa lên tiếng ở phút 102 để cân bằng tỉ số. Chỉ hai phút sau Rush ghi bàn ấn định chiến thắng 3–2 cho Liverpool. Liverpool có cơ hội giành cú đúp. Trận đấu cuối cùng ở giải hạng nhất là với đội xếp thứ hai Arsenal, đội đang kém họ ba điểm. Trận đấu đáng lẽ diễn ra vào ngày 23 tháng 4, tuy nhiên do Liverpool vướng thi đấu tại Cúp FA nên phải dời sang ngày 26 tháng 5. Arsenal cần phải thắng trận đấu này với hai bàn cách biệt mới có thể vô địch. Họ vươn lên ở phút 52 nhờ công của tiền đạo Alan Smith. Khi trận đấu bước vào thời gian bù giờ, Michael Thomas nâng tỉ số cho Arsenal lên 2–0. Kết quả này giúp Arsenal giành chức vô địch nhờ hơn về số bàn thắng ghi được.
Sau khi mùa giải khép lại, một ủy ban điều tra do Nam tước Taylor lập ra để điều tra nguyên nhân dẫn tới thảm họa Hillsborough. Một bản báo cao mang tên Báo cáo Taylor đăng tải năm 1990 chỉ ra rằng sự yếu kém trong khả năng kiểm soát tình hình của cảnh sát là nguyên nhân chính, đồng thời đề nghị các sân vận động lớn loại bỏ các khán đài đứng và chuyển đổi thành sân vận động lắp ghế ngồi toàn bộ. Liverpool bắt đầu mùa giải 1989-90 với phong độ tốt, trong đó có chiến thắng 9–0 trước đội mới lên hạng Crystal Palace. Có tới tám cầu thủ ghi bàn cho Liverpool trong trận này, con số cao nhất trong lịch sử bóng đá Anh. Họ thua bốn trận trong tháng 10 và tháng 11, tuy nhiên vẫn có chuỗi 11 trận bất bại trước khi để thua 1–0 trước Tottenham Hotspur vào tháng 3. Sau trận này Liverpool mượn cầu thủ Ronny Rosenthal từ Standard Liège. Anh ngay lập tức ghi bảy bàn trong tám trận, trong đó có một hat-trick trước Charlton Athletic để giúp Liverpool mang về danh hiệu thứ 18. Câu lạc bộ lọt vào bán kết Cúp FA nhưng thua 4–3 trước Crystal Palace ở hiệp phụ.

## 1990–98: Tụt dốc

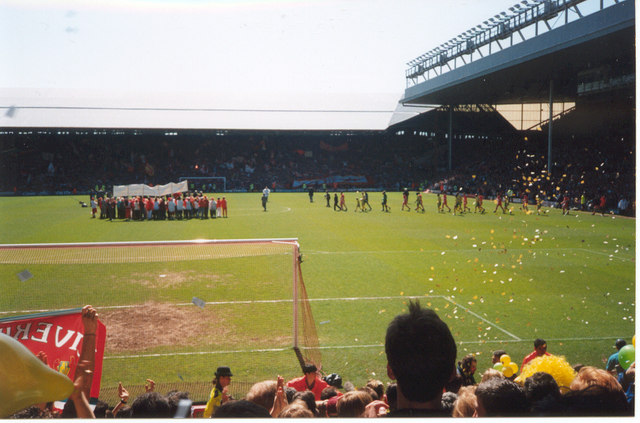
Khán đài Spion Kop trước trận đấu với Norwich City vào năm 1994. Khán đài này được lắp ghế ngồi vào mùa giải tiếp theo.

Liverpool khởi đầu mùa 1990–91 với tám trận thắng. Họ giữ vững thành tích bất bại trước khi để thua 3–0 trước Arsenal vào tháng 12, và thua tiếp Crystal Palace vào cuối tháng. Phong độ của câu lạc bộ bắt đầu đi xuống và Arsenal đã vượt lên trên họ vào tháng Giêng. Sau trận hòa 4-4 với Everton trong trận tái đấu tại Cúp FA hồi tháng 2, Dalglish tuyên bố từ chức huấn luyện viên trưởng vì bị quá nhiều áp lực. Huấn luyện viên Ronnie Moran tạm thời lên nắm đội; ông chỉ thắng ba trong mười trận dẫn dắt, và càng lúc càng bị Arsenal bỏ xa về điểm số. Cựu cầu thủ Graeme Souness được đưa về nắm đội bóng vào tháng 4, tuy nhiên không thể đuổi kịp Arsenal, đội bóng vô địch với khoảng cách 7 điểm. Souness cải thiện đội hình trong mùa giải 1991-92, vốn đã không được Dalglish làm mới kể từ khi mua về Barnes và Beardsley. Beardsley, Gary Gillespie và Steve McMahon là những người phải ra đi. Souness mua về Dean Saunders với giá 2,9 triệu bảng, tuy nhiên Liverpool chỉ về thứ sáu. Đây là lần đầu tiên họ nằm ngoài hai vị trí dẫn đầu kể từ năm 1981. Đội bóng lọt vào Chung kết Cúp FA 1992 với Sunderland và thắng với tỉ số 2–0. Đây là mùa giải đầu tiên Liverpool tham dự đấu trường châu Âu kể từ thảm họa Heysel năm 1985; họ được phép quay trở lại muộn hơn một năm so với các đội bóng Anh khác. Liverpool thua tại tứ kết Cúp UEFA trước Genoa của Ý với tổng tỉ số 4–1. The Boot Room, nơi ban huấn luyện Liverpool họp chiến thuật từ thời Bill Shankly bị phá bỏ vào thời gian Souness cầm quân, thay vào đó là phòng họp báo.
Anfield được tu sửa lại vào đầu mùa giải 1992–93 dựa trên các đề xuất của báo cáo Taylor. Khán đài Kemlyn Road được xây thêm một tầng khán đài với khu ghế ngồi hạng sang và phòng họp cùng 11.000 chỗ ngồi. Khán đài được đổi tên thành Centenary Stand và khai trương vào ngày 1 tháng 9 năm 1992 với sự hiện diện của chủ tịch UEFA, Lennart Johansson. Vào mùa giải Ngoại hạng Anh đầu tiên, Liverpool tiếp tục cán đích ở vị trí thứ sáu, thua 15 trong tổng số 42 trận. Họ đều bị loại sớm tại Cúp FA, League Cup và Cúp C2. Vào mùa giải 1993-94 Liverpool thắng cả ba trận đầu tiên, nhưng ngay sau đó thua tới bốn trận liền. Điểm sáng của mùa giải là sự nổi lên của tiền đạo trẻ Robbie Fowler. Anh ghi bàn trong trận đầu tiên cho đội bóng gặp Fulham ở lượt đi League Cup, và ghi cả 5 bàn trong thắng lợi 5–0 ở lượt về. Liverpool sau đó để thua Bristol City trong trận đá lại Cúp FA. Souness bị sa thải ngay sau trận đấu và được thay thế bằng Roy Evans. Câu lạc bộ kết thúc mùa bóng ở vị trí thứ tám với 16 trận thua. Liverpool bắt đầu bị các đối thủ bỏ lại trong cuộc đua ngoài sân cỏ. Manchester United kiếm về 93 triệu bảng sau khi họ phát hành cổ phiếu ra công chúng trên thị trường chứng khoán, trong khi Liverpool thu về 22 triệu bảng khi công ty Granada mua lại 9,9% cổ phần câu lạc bộ.

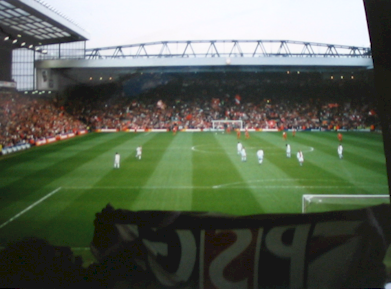
Trận đấu với Paris Saint-Germain tại bán kết Cúp C2 châu Âu 1996-97.

Sau khi khán đài Centenary Stand được xây xong, khán đài Spion Kop cũng được sửa sang lại vào đầu mùa 1994–95. Khán đài được lắp ghế toàn bộ, giữ nguyên một khán đài duy nhất với sức chứa giảm còn 12.000. Ở mùa giải trọn vẹn đầu tiên Evans cầm Liverpool, họ cán đích ở hạng tư. Đội vào tới vòng sáu Cúp FA, nơi họ thua 2–1 trước Tottenham Hotspur và lọt vào Chung kết League Cup với Bolton Wanderers. Hai bàn thắng của Steve McManaman giúp Liverpool giành chiến thắng 2–1, qua đó có danh hiệu League Cup thứ năm. Nhiều cựu binh bắt đầu nói lời tạm biệt với đội bóng, trong đó có Grobbelaar, Nicol và Ronnie Whelan. Trước khi mùa bóng 1995-96, Liverpool thể hiện tham vọng thay đổi với bản hợp đồng kỷ lục Stan Collymore với giá 8,5 triệu bảng. Collymore ghi bàn duy nhất trong trận thắng 1–0 trước Sheffield Wednesday trong ngày khai mạc mùa giải. Cuối mùa đó Liverpool xếp hạng ba. Họ lọt vào Chung kết Cúp FA gặp Manchester United; bàn thắng duy nhất ở phút thứ 85 của Eric Cantona đem về chức vô địch cho United.
Liverpool bắt đầu mùa giải 1996-97 khá mĩ mãn. Họ dẫn đầu giải Ngoại hạng khi bước sang năm mới với hai điểm nhiều hơn Arsenal. Câu lạc bộ không thể giữ vững phong độ đó trong phần còn lại của mùa giải khi những trận thua trước Coventry City, Manchester United và Wimbledon khiến đội bóng tụt xuống thứ tư. Mặc dù bị loại sớm ở cả League Cup và Cúp FA, Liverpool lọt vào bán kết Cúp C2. Họ để thua 3–0 ở trận lượt đi, và mặc dù rất nỗ lực, họ chỉ có thể thắng 2–0 ở sân nhà và bị loại khỏi Cúp C2 bởi Paris Saint-Germain. Liverpool mất tiền đạo Fowler vào giai đoạn đầu mùa 1997–98 sau khi anh gặp chấn thương dây chằng đầu gối trong một trận đấu giao hữu trước mùa giải. Tuy nhiên đây là thời điểm đánh dấu sự xuất hiện của Michael Owen, người ghi 18 bàn trong 36 trận ra sân mùa giải đó. Paul Ince được mua về để thay thế Barnes, người đã chuyển sang Newcastle United. Liverpool không thể vượt qua đội đầu bảng Arsenal và chấp nhận đứng vị trí thứ ba. Việc sửa sân Anfield được tiếp tục thực hiện khi mùa giải diễn ra với việc bổ sung thêm tầng hai cho khán đài Anfield Road.

## 1998–2006: Thành công trở lại
Liverpool bổ nhiệm Gérard Houllier làm đồng huấn luyện viên trưởng cùng với Evans cho mùa giải 1998-99. Những kết quả tệ hại khiến áp lực đè nặng hai người và thất bại 3–1 trước Tottenham Hotspur ở League Cup là giọt nước tràn ly khiến Evans ra đi. Trận đấu đầu tiên của Houllier trong vai trò huấn luyện viên toàn quyền là thất bại 3–1 trước Leeds United. Phong độ của Liverpool không cải thiện nhiều dưới thời Houllier khi đội bóng bị loại sớm tại Cúp UEFA và Cúp FA, chỉ về thứ bảy ở giải Ngoại hạng và mất suất dự cúp châu Âu mùa sau. Houllier làm mới đội hình trong mùa bóng 1999-2000. Ông đem về các tân binh người nước ngoài như Dietmar Hamann, Sami Hyypiä và Sander Westerveld; David James, Ince và McManaman là những người ra đi. Houllier tiếp tục công cuộc cải cách với bản hợp đồng kỷ lục Emile Heskey trị giá 11 triệu bảng vào tháng 3. Liverpool thất bại trong việc tìm đường trở lại UEFA Champions League khi chỉ cán đích thứ tư. Họ cũng thi đấu không tốt ở Cúp FA và League Cup khi đều bị loại sớm.

Cầu thủ Liverpool và West Ham United trước trận Chung kết Cúp FA 2006.

Vào mùa giải 2000-01 Liverpool giành cú ăn ba danh hiệu độc nhất vô nhị. Danh hiệu đầu tiên là League Cup khi họ thắng Birmingham City 5–4 trong loạt sút luân lưu sau khi hai đội hòa nhau 1-1. Họ tiếp tục vô địch Cúp FA khi Owen ghi hai bàn trong mười phút giúp đội bóng vượt qua Arsenal với tỉ số 2–1. Danh hiệu cuối cùng là Cúp UEFA khi bàn bàn phản lưới nhà trong hiệp phụ của Delfí Geli giúp họ giành chiến thắng 5–4 trước Alavés của Tây Ban Nha. Liverpool về thứ ba tại giải vô địch quốc gia và chính thức trở lại với giải đấu hàng đầu châu Âu UEFA Champions League lần đầu tiên kể từ Thảm họa Heysel. UEFA Champions League mùa giải 2001–02 chứng kiến đội bóng đi tới vòng tứ kết, nơi họ bị Bayer 04 Leverkusen của Đức loại với tổng tỉ số 4–3. Đây là mùa giải tốt nhất của Liverpool trong nhiều năm trở lại đây khi họ về thứ nhì giải Ngoại hạng với bảy điểm kém hơn so với nhà vô địch Arsenal. Mặc dù vậy Liverpool không thể bảo vệ thành công chức vô địch Cúp FA và League Cup khi lần lượt bị loại ở vòng bốn và vòng ba. Vấn đề sức khỏe của Houllier cũng là một nét buồn của mùa giải. Ông lên cơn đau tim trong thời gian nghỉ giữa hiệp trong trận đấu với Leeds tại Anfield. Ông phải trải qua ca mổ dài 11 tiếng đồng hồ để phẫu thuật lại động mạch chủ và chỉ trở lại vào tháng 2. Trợ lý Phil Thompson là người tạm thời cầm quân.
Houllier mua về thêm nhiều cầu thủ cho mùa bóng 2002–03, trong đó có Bruno Cheyrou, Salif Diao và El Hadji Diouf. Cheyrou được chọn thay cho Nicolas Anelka, người có màn thể hiện không tồi khi chuyển tới theo dạng cho mượn từ Paris Saint-Germain ở mùa giải trước. Liverpool bất bại trong 12 trận đầu tiên mùa giải và đứng đầu bảng xếp hạng với cách biệt 7 điểm. Thất bại trước Middlesbrough ở trận đấu sau đó khởi đầu chuỗi 12 trận không biết mùi chiến thắng cho tới khi họ vượt qua Southampton 1–0 vào tháng 1. Câu lạc bộ kết thúc mùa giải ở vị trí thứ năm. Mặc dù bị loại sớm ở Cúp FA và UEFA Champions League, Liverpool vẫn vô địch Cúp Liên đoàn khi hạ Manchester United trong trận chung chung kết. Mùa giải 2003-04 bắt đầu khá muộn màng khi Liverpool thua trận đấu tiên của mùa giải với tỉ số 2–1 trước Chelsea. Kết thúc năm 2003 họ thua 6 trong số 18 trận ở giải Ngoại hạng. Trong nửa sau của mùa giải họ chỉ thua thêm có bốn trận và có suất dự UEFA Champions League 2004-05 với vị trí thứ 4. Họ đều bị loại ở Cúp UEFA và League Cup. Ở Cúp FA, họ bị Portsmouth vượt qua với tỉ số 1–0 trong trận đá lại vòng 5. Cuối mùa giải đó Houllier được thay thế bởi Rafael Benítez.
Trong mùa giải 2004-05 họ bị đội hạng dưới Burnley loại ngay từ vòng ba Cúp FA. Câu lạc bộ lọt vào chung kết League Cup nhưng thua 3-2 trước Chelsea. Liverpool cũng lọt vào chung kết UEFA Champions League. Họ bị A.C. Milan của Ý dẫn trước 3–0 ngay trước giờ nghỉ, tuy nhiên ba bàn thắng trong vòng 6 phút giúp Liverpool gỡ hòa 3–3. Hiệp phụ không có thêm bàn thắng nào được ghi đồng nghĩa với việc trận đấu bước vào loạt luân lưu, nơi Liverpool thắng 3–2. Việc chỉ đứng thứ 5 ở giải Ngoại hạng khiến đội bóng không thể dự Champions League mùa sau cũng như không thể bảo vệ ngôi vương. UEFA sau đó cho phép họ tham dự, nhưng là từ vòng loại thứ nhất. Tại giải đấu mà họ là đương kim vô địch, Liverpool bị loại bởi đội bóng Bồ Đào Nha Benfica tại vòng loại trực tiếp thứ nhất. Ở mùa bóng 2005-06 họ đứng ở vị trí thứ ba. Họ lọt vào Chung kết Cúp FA 2006 gặp West Ham United. Liverpool thắng 3–1 trong loạt luân lưu 11m sau khi trận đấu kết thúc với tỉ số hòa 3–3.

## 2006–15: Cơn khát danh hiệu
Mùa giải 2006–07 là mùa giải Liverpool được mua lại bởi hai doanh nhân Mỹ, George Gillett và Tom Hicks, theo một hợp đồng định giá câu lạc bộ và khoản nợ mà họ đang gánh ở mức 218,9 triệu bảng. Liverpool một lần nữa đứng thứ ba ở giải Ngoại hạng, tuy nhiên kém tới 21 điểm so với đội vô địch Manchester United. Họ bị Arsenal loại ở cả Cúp Liên đoàn và Cúp FA, nhưng vào tới Chung kết UEFA Champions League 2007 và một lần nữa đối đầu với Milan. Không giống nhữ năm 2005, Liverpool không thể lật ngược thế cờ và thất thủ 2–1. Vào mùa hè Benítez tăng cường sức mạnh đội hình với bản hợp đồng Fernando Torres trị giá 24 triệu bảng, cùng Ryan Babel và Yossi Benayoun. Họ hòa 13 trong số 38 trận và kết thúc ở vị trí thứ tư. Liverpool bị loại tại vòng năm của Cúp FA và League Cup, nhưng vào tới bán kết UEFA Champions League lần thứ ba trong bốn mùa giải, tuy nhiên thua với tổng tỉ số 4–3 trước Chelsea. Torres ghi 33 bàn trên tất cả các mặt trận. Anh là cầu thủ đầu tiên của Liverpool sau Fowler ghi trên 20 bàn một mùa giải vô địch quốc gia, và cân bằng kỷ lục về số trận ghi bàn liên tiếp tại Anfield của Roger Hunt (8 trận).
Ở mùa bóng 2008-09 chiến thắng 5–1 trước Newcastle United vào tháng 12 đưa Liverpool lên đầu bảng xếp hạng khi mùa giải đi qua được nửa chặng đường. Họ không thắng một trận nào trong tháng 1 và bất chấp phong độ không tồi trong phần còn lại của mùa giải, họ không thể đuổi kịp Manchester United và đành đứng thứ hai. Họ bị loại ở vòng 4 Cúp FA và League Cup. Tại UEFA Champions League, họ bị Chelsea loại ở tứ kết. Mùa giải 2009-10 vẫn tiếp tục là nỗi thất vọng của Liverpool khi họ không thể cải thiện so với mùa giải trước. Họ đứng thứ bảy ở giải Ngoại hạng, để thua 11 trận, nhiều hơn 9 trận so với mùa trước đó, và bật khỏi top bốn lần đầu kể từ năm 2005. Họ bị loại ở vòng bảng UEFA Champions League và được chuyển xuống tham dự Europa League (tiền thân là Cúp UEFA). Ở Europa League họ lọt vào tới bán kết và để thua Atlético Madrid bởi luật bàn thắng sân khách. Benitez rời câu lạc bộ vào cuối mùa giải và được thay thế bởi Roy Hodgson.

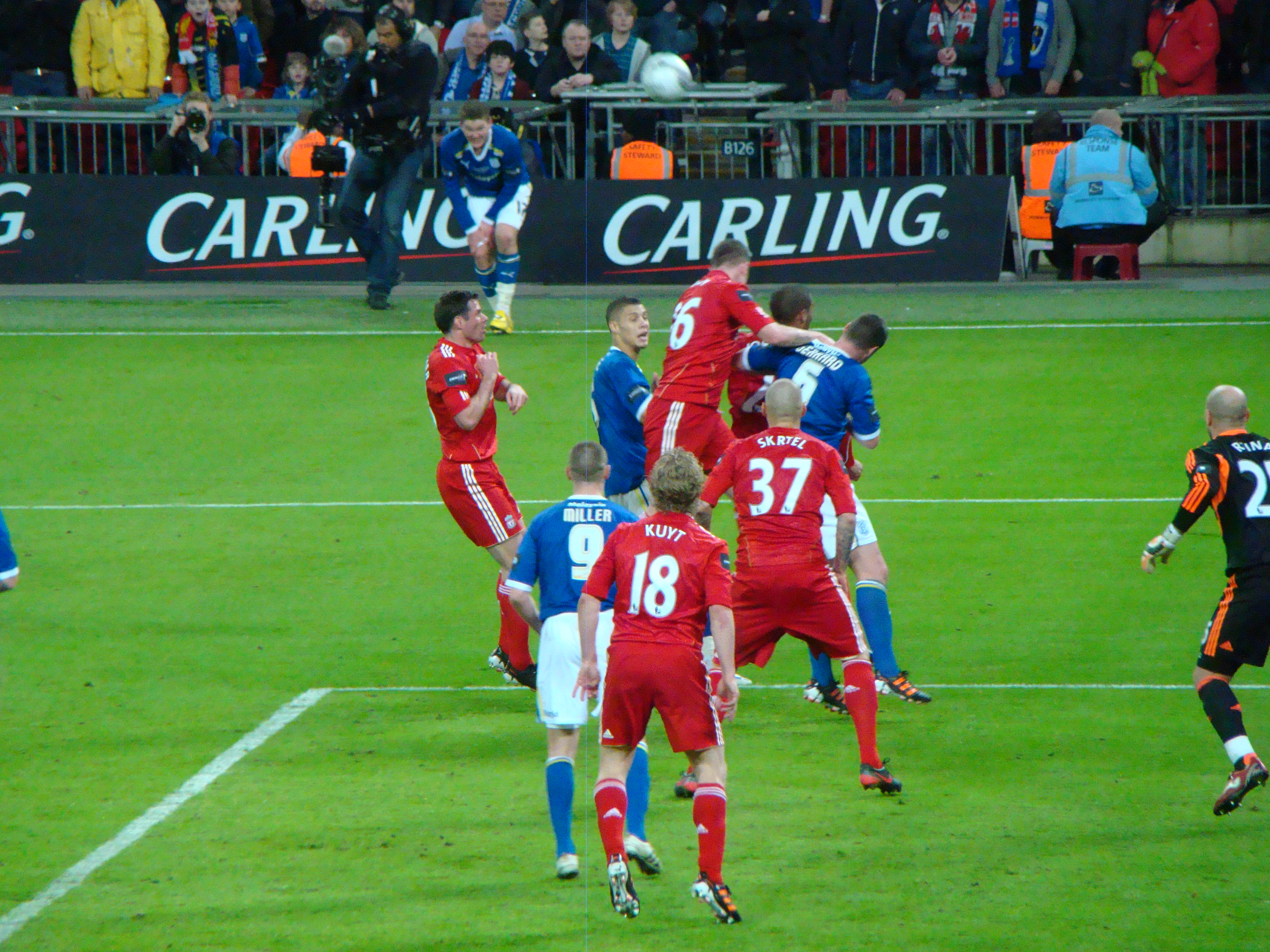
Cầu thủ của Cardiff và Liverpool trong trận chung kết League Cup 2012

Câu lạc bộ được bán lại cho Tập đoàn Thể thao Fenway vào mùa giải 2010-11. Các báo cáo chỉ ra rằng Liverpool có khoản nợ 350 triệu bảng với khoản lỗ 55 triệu bảng, buộc công ty kiểm toán KPMG chấp thuận ý kiến kiểm toán của Liverpool. Ngân hàng Hoàng gia Scotland, chủ nợ của câu lạc bộ, đã đưa chủ sở hữu Gillett và Hicks ra tòa để buộc họ phải bán lại câu lạc bộ. Tòa án ra phán quyết có lợi cho các chủ nợ và câu lạc bộ được bán cho Tập đoàn Thể thao Fenway với giá 300 triệu bảng vào ngày 15 tháng 10 năm 2010. Còn trên sân cỏ Liverpool tiếp tục thể hiện hình ảnh bạc nhược. Thất bại 3–1 trước Blackburn Rovers vào tháng 1 khiến đội bóng tụt xuống vị trí thứ 12 với 9 thất bại kể từ đầu mùa. Hodgson bị sa thải sau trận này và người lên thay là Dalglish. Sau trận thua trong ngày ra mắt trước Manchester United ở Cúp FA, Liverpool kết thúc mùa giải ở vị trí thứ sáu. Dalglish mua nhiều cầu thủ mới để chuẩn bị cho mùa giải 2011–12 trong đó có những cái tên như Charlie Adam, Stewart Downing và Jordan Henderson. Họ cán đích ở vị trí thứ tám, thành tích tệ nhất trong 18 năm qua. Dù vậy họ đều lọt vào chung kết League Cup và Cúp FA. Họ vô địch League Cup lần thứ tám (kỷ lục) sau khi thắng 3–2 trong loạt luân lưu trước Cardiff City sau khi hai đội hòa 2–2 ở thời gian thi đấu chính thức. Liverpool để thua 2-1 trong trận Chung kết Cúp FA 2012 trước Chelsea. Mùa giải còn được nhắc tới bởi vụ phân biệt chủng tộc của Luis Suárez vào tháng 10 đối với Patrice Evra của Manchester United. Anh bị phạt 40.000 bảng và bị cấm thi đấu tám trận. Dalglish bị sa thải vào cuối mùa giải và Brendan Rodgers là người lên thay.
Rodgers hứa "sẽ cống hiến cuộc đời mình để chiến đấu cho câu lạc bộ này và bảo vệ các nguyên tắc tuyệt vời của Câu lạc bộ bóng đá Liverpool trong và ngoài sân cỏ." Liverpool đứng thứ 7 trong mùa đầu tiên ông dẫn dắt, tuy nhiên có mùa giải 2013-14 sau đó thành công ngoài mong đợi khi có cơ hội lên ngôi vô địch Premier League. Chuỗi 11 chiến thắng liên tiếp của họ bị chặn đứng bởi trận thua 2–0 trên sân nhà trước Chelsea. Thất bại này khiến Liverpool quyền tự quyết trong cuộc đua vô địch. Mặc dù dẫn trước 3–0 ở trận tiếp theo trên sân của Crystal Palace, Liverpool để thua ba quả trong vòng 15 phút cuối và bị cầm hòa 3-3. Kết quả đã làm sứt mẻ khát vọng danh hiệu của họ. Mặc dù trên lý thuyết Liverpool vẫn còn cơ hội vô địch ở vòng đấu cuối, họ đã bị Manchester City vượt qua. Vào tháng 7, Suárez được bán cho Barcelona với giá 75 triệu bảng. Tới tháng 1 năm 2015 Steven Gerrard đồng ý chuyển tới LA Galaxy vào cuối mùa giải 2014-15, qua đó kết thúc 17 năm ở câu lạc bộ. Rodgers bị sa thải sau chuỗi trận thất vọng đầu mùa bóng 2015-16.

## 2015–nay: Kỷ nguyên Klopp

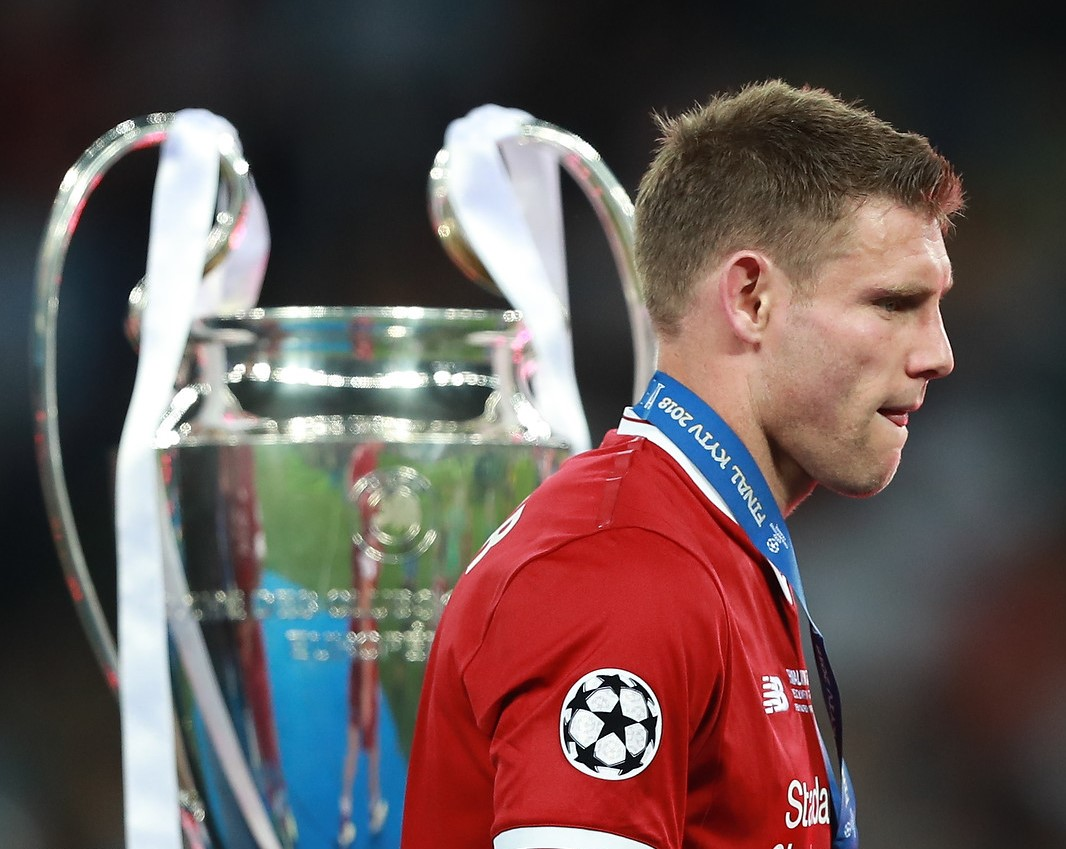
Liverpool dự hai trận chung kết châu Âu liên tiếp vào năm 2018 và 2019.

Sau sự sa thải của Rodgers, vào ngày 8 tháng 10 năm 2015 câu lạc bộ công bố Jürgen Klopp đồng ý với bản hợp đồng dẫn dắt Liverpool với thời hạn ba năm. Tại buổi họp báo, Klopp mong muốn mang về câu lạc bộ nhiều danh hiệu trong vòng bốn năm tới. Sau khi bổ nhiệm Klopp, Liverpool lọt vào hai trận chung kết League Cup và UEFA Europa League. Họ thua với tỉ số 3–1 trong loat luân lưu tại chung kết League Cup sau khi hòa 1-1 với Manchester City, và thua với tỉ số 3-1 trước Sevilla tại chung kết Europa League ở Basel. Ở mùa giải trọn vẹn đầu tiên dưới thời Klopp, họ đứng thứ tư ở giải Ngoại hạng. Họ tiếp tục về thứ tư ở mùa giải kế tiếp, cùng với đó Klopp đưa đội bóng lọt vào Chung kết UEFA Champions League 2018, nơi họ thua 3–1 trước Real Madrid. Klopp đem về nhiều cầu thủ chất lượng ở mùa giải này, trong đó có trung vệ Virgil van Dijk ở kỳ chuyển nhượng mùa đông, với giá 75 triệu bảng, con số kỷ lục đối với một hậu vệ. và bán Philippe Coutinho cho FC Barcelona với mức giá 160 triệu Euro. Vào mùa hè họ đem về các tiền vệ Naby Keïta và Fabinho, tiền đạo Xherdan Shaqiri, và thủ môn Alisson.
Liverpool khởi đầu mùa bóng 2018-19 với màn chạy đà hoàn hảo ở Giải Ngoại hạng với sáu trận đầu mùa toàn thắng. Chiến thắng 4–0 trước Newcastle United vào ngày Lễ Tặng quà giúp Liverpool nới rộng cách biệt giữa họ và phần còn lại lên thành sáu điểm khi mùa giải trôi qua một nửa chặng đường. Họ cũng là đội thứ tư tại Premier League đạt thành tích bất bại ở giai đoạn lượt đi. Họ cũng cân bằng kỷ lục về số bàn thua ít nhất sau lượt đi, với chỉ 7 bàn và giữ sạch lưới trong 12/19 trận. Liverpool kết thúc mùa giải với vị trí á quân với chỉ một trận thua trước Manchester City trong cả mùa giải. Họ thắng cả 9 trận cuối cùng của mùa giải, đem về 97 điểm. Đây là điểm số cao thứ ba trong lịch sử giải vô địch quốc gia Anh và là điểm số cao nhất của một đội bóng không vô địch, đồng thời giữ thành tích bất bại trên sân nhà; 30 trận thắng trong mùa giải cân bằng kỷ lục về số trận thắng trong một mùa giải. Liverpool có năm thứ hai liên tiếp lọt vào chung kết Champions League và giành thắng lợi với tỉ số 2–0 trước Tottenham Hotspur, mang về chức vô địch Champions League thứ sáu và chấm dứt 7 năm không danh hiệu. Liverpool sau đó tiếp tục vô địch Siêu cúp châu Âu 2019 sau loạt luân lưu với Chelsea. Đây là siêu cúp châu Âu thứ tư của họ, thành tích chỉ xếp sau Barcelona và Milan (5 lần mỗi đội). Tiếp đó đội đạt danh hiệu FIFA Club World Cup trước đại diện đến từ Brazil Flamengo để kết thúc một năm 2019 đầy rực rỡ. Jürgen Klopp sau đó ký gia hạn hợp đồng đến hè 2024. Tại giải Ngoại hạng anh, Liverpool vô địch sớm 7 vòng đấu, họ kết thúc mùa bóng với 99 điểm, đây là danh hiệu quốc gia đầu tiên sau 30 năm.
Rạng sáng ngày 5 tháng 10 năm 2020, ở vòng 5, Liverpool đã nhận cú sốc lớn khi để thua 2-7 trước Aston Villa. Cùng với chấn thương của các trụ cột, Liverpool thi đấu sa sút và chỉ kết thúc mùa giải 2020-21 ở vị trí thứ 3.
Sang mùa giải 2021-22, Liverpool đã 2 lần đánh bại Chelsea ở chung kết Carabao Cup, và FA Cup đều ở loạt luân lưu. Tuy nhiên, đội về nhì tại giải quốc nội với 92 điểm, đứng sau Manchester City với 1 điểm ít hơn, và nhận thất bại 0-1 tại chung kết Champions League trước Real Madrid.